# ليف كجيرستي بيرغمان
ليف كجيرستي بيرغمان (بالنرويجية البوكمول: Liv-Kjersti Bergman)‏ هي متسابقة بياثل نرويجية، ولدت في 20 مارس 1979 في برغن في النرويج.

## وصلات خارجية
- ليف كجيرستي بيرغمان على موقع IBU (الإنجليزية)
- ليف كجيرستي بيرغمان على موقع أوليمبيديا (الإنجليزية)